# CfB Gütersloh
Der Club für Badminton Gütersloh e.V. (Abk. CfB Gütersloh) ist ein 1974 als reiner Badmintonverein in der ostwestfälischen Kreisstadt Gütersloh gegründeter deutscher Sportverein. Der Verein widmet sich überwiegend dem Breitensport, nimmt jedoch auch seit 1975 in ununterbrochener Reihenfolge am Ligabetrieb des Badminton-Landesverbandes Nordrhein-Westfalen teil. National wie international wurde der Verein bekannt durch die Ausrichtung der 2. – 7. Internationalen Deutschen Jugendmeisterschaften im Badminton.

## Vereinsgründung
Der Verein wurde am 3. April 1974 mit der Unterzeichnung der Vereinssatzung durch sieben Vereinsmitglieder als „Badminton-Club Gütersloh“ (BC) gegründet. Einen Monat später, am 1. Mai 1974, wurde der Verein in den Badminton-Landesverband Nordrhein-Westfalen e.V. aufgenommen. Um eine mögliche Namensverwechslung mit bereits bestehenden Gütersloher Sportvereinen zu vermeiden, erfolgte am 17. September 1974 die Namensänderung in „Club für Badminton Gütersloh“ (CfB). Seit der Eintragung in das Vereinsregister am 18. April 1975 lautet der vollständige Vereinsname „Club für Badminton Gütersloh e.V.“(CfB).

## Training
Die Trainingsbedingungen des CfB Gütersloh gestalteten sich zu Beginn sehr schwierig. Das erste Training fand in der Sporthalle der Grundschule Pavenstädt statt, wo nur ein einziges Badmintonfeld zur Verfügung stand. Ab dem 20. Mai 1974 konnte ein weiteres Training in der Sporthalle der Altstadtschule abgehalten werden. Jedoch stand auch hier nur ein einziges Badmintonfeld zur Verfügung. Diese notdürftigen Trainingsbedingungen dauerten bis zum Oktober 1976, danach trainierte der Verein in der Sporthalle Wiesenstraße. Dort standen insgesamt sechs Badmintonfelder zur Verfügung, jedoch mussten die Feldmarkierungen vor jedem Training selber abgeklebt werden. Zum Start in die Saison 1977/78 hatte auch dieser Notbehelf ein Ende. Der Verein konnte sein Training im Neubau der Sporthalle am Schulzentrum West (heute: Anne-Frank-Gesamtschule) abhalten. In der Sporthalle, in der der CfB Gütersloh auch heute noch beheimatet ist, verfügt der Verein über sechs Spielfelder, zu denen bei Bedarf zusätzlich weitere vier Nebenfelder aufgebaut werden können.

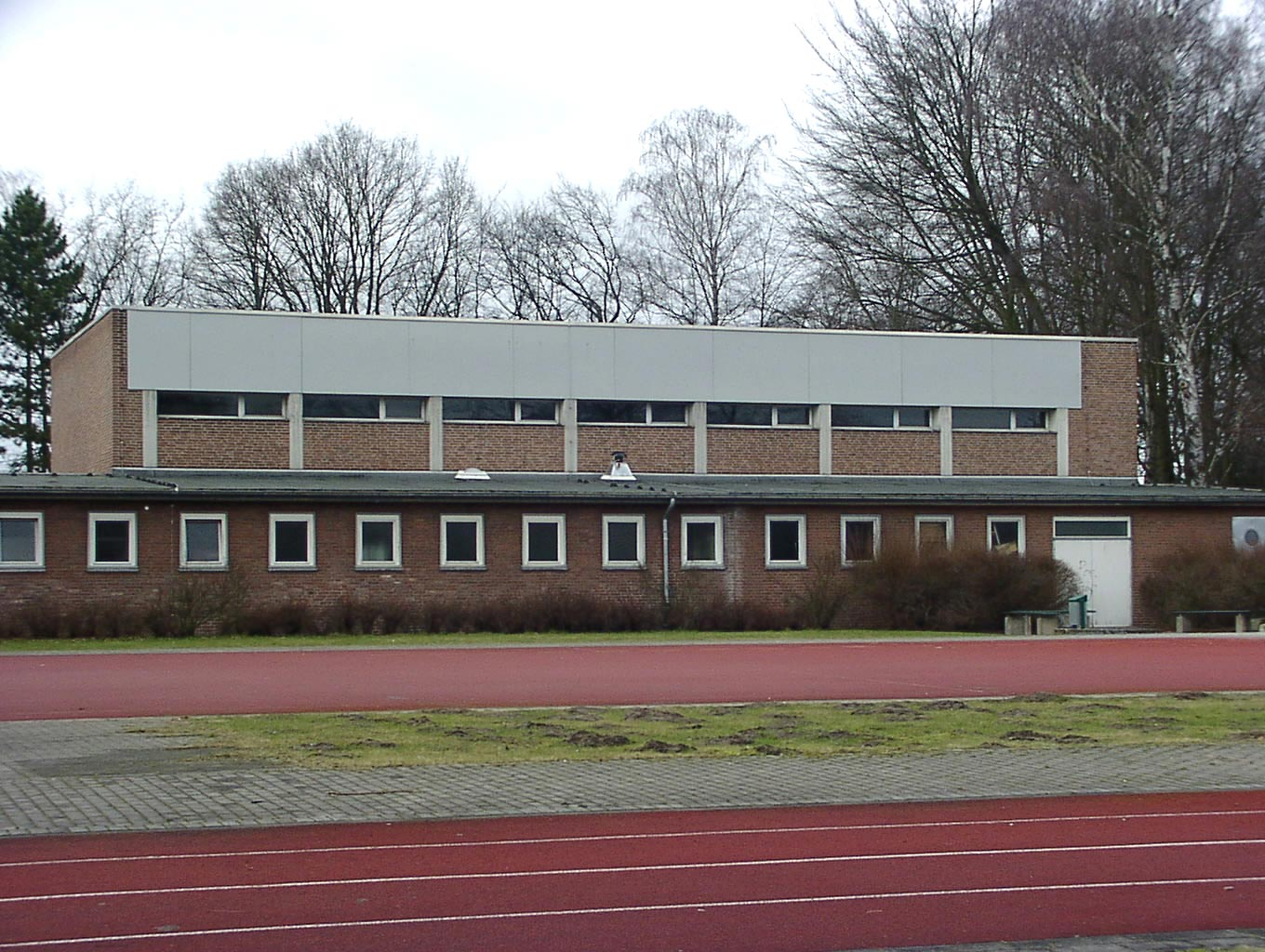
Sporthalle der Grundschule Pavenstädt
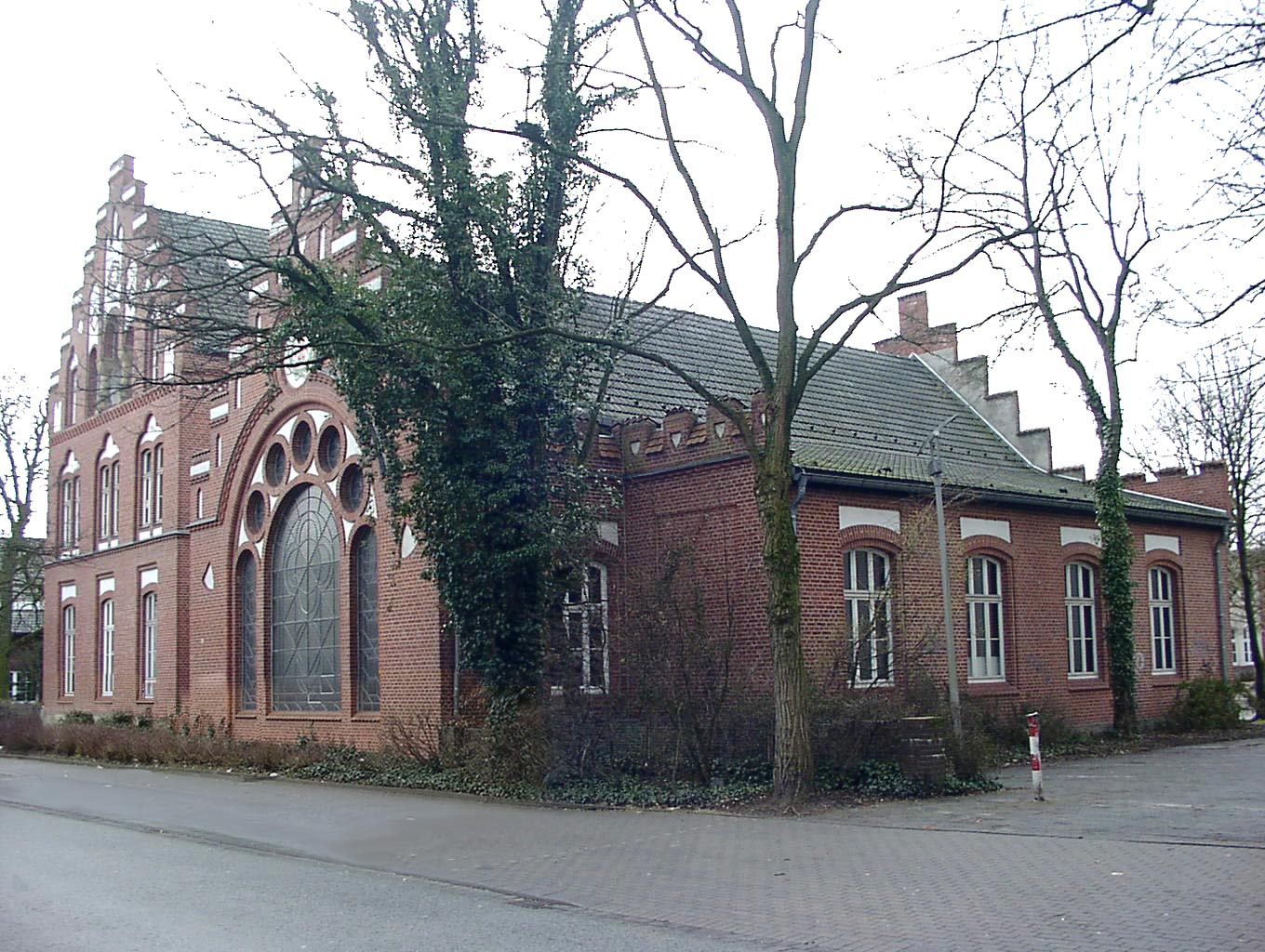
Sporthalle der Altstadtschule
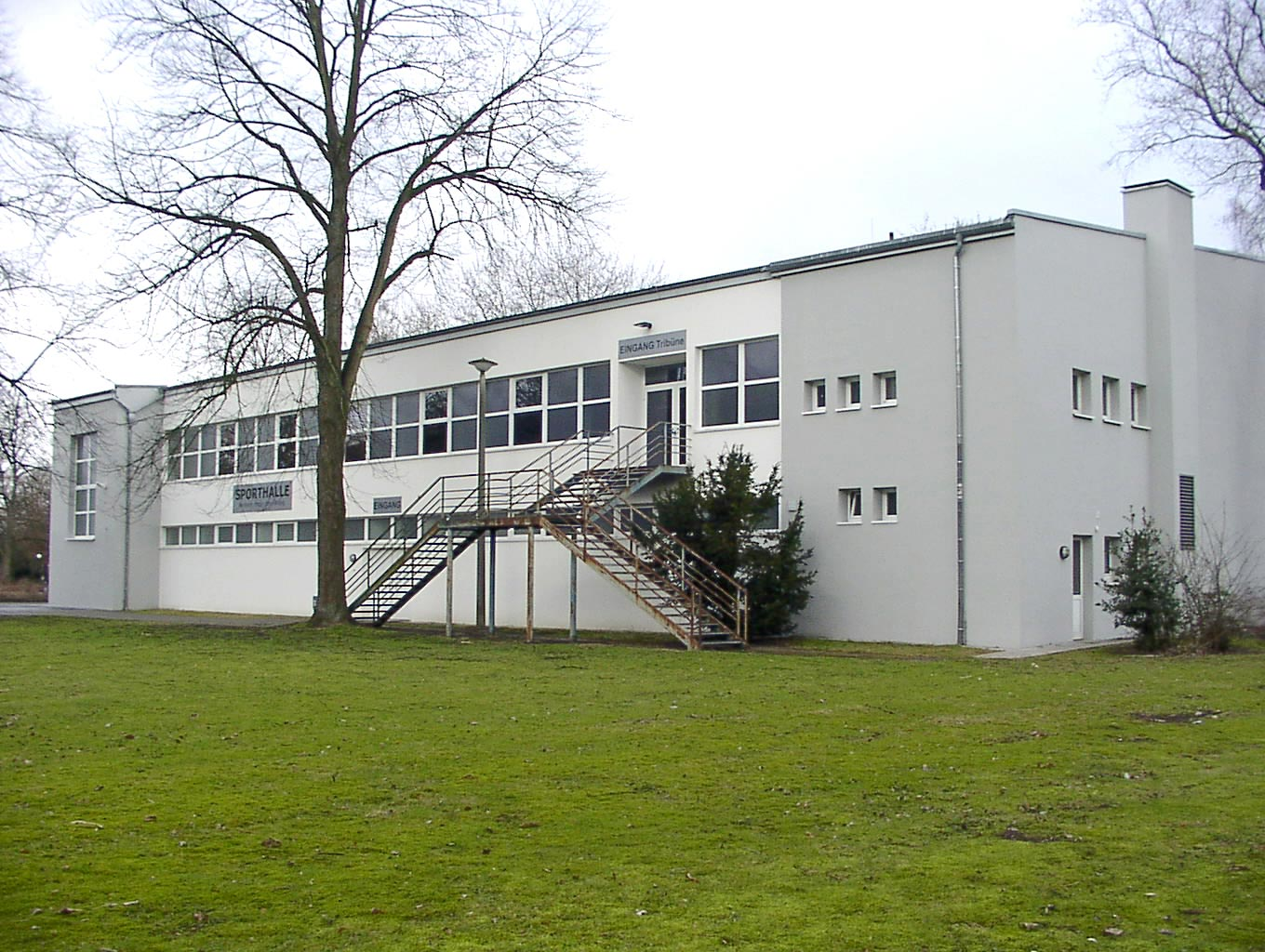
Sporthalle an der Wiesenstraße
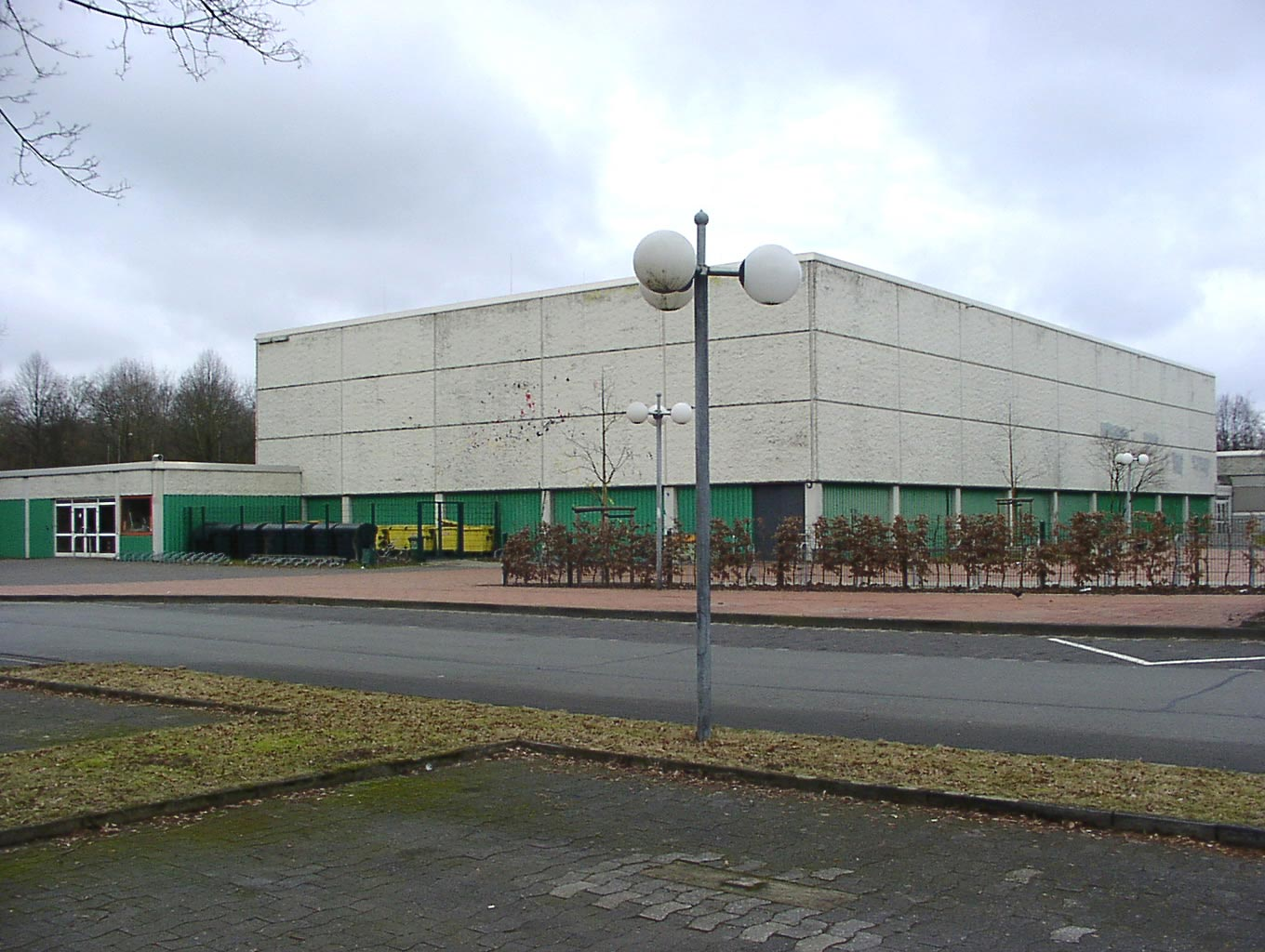
Sporthalle der Anne-Frank-Gesamtschule

## Internationale Aktivitäten
Neben Training und Spielbetrieb hat der Verein in der Vergangenheit durch internationale Aktivitäten auf sich aufmerksam gemacht.

### Internationale Deutsche Jugendmeisterschaften (IDJM)
Seit 1984 richtet der Deutsche Badminton-Verband die Internationalen Deutschen Jugendmeisterschaften (heute: German Juniors U 19) aus. Die erste Meisterschaft 1984 wurde nach Brauweiler vergeben, ab 1985 konnte der CfB Gütersloh die Veranstaltung nach Gütersloh holen. Von 1985 bis 1990 richtete der Verein die 2. – 7. Internationalen Deutschen Jugendmeisterschaften aus.
Waren bei der ersten Meisterschaft 1985 neben zahlreichen deutschen Vertretern mit Belgien, Österreich und Polen nur drei ausländische Verbände vertreten, konnte der Verein im Laufe der Jahre zahlreiche weitere internationale Verbände dazu veranlassen, in Deutschland anzutreten. Darunter waren neben europäischen Verbänden auch die Verbände aus Japan, Indonesien, Israel und Mauritius. Zudem trat auf deutscher Seite fast immer die gesamte Spitzenklasse im Jugendbereich an.
Von den in Gütersloh angetretenen Jugendlichen finden sich in späteren Jahren viele Sportler in den Teilnehmerlisten von Weltmeisterschaften und Olympischen Spielen wieder. Auch in die Siegerlisten der jeweiligen Senioren-Landesmeisterschaften konnten sich viele ehemalige Teilnehmer eintragen, für Deutschland etwa die späteren mehrmaligen Deutschen Meister Kerstin Ubben und Oliver Pongratz.
Aufgrund der immer höher steigenden Kosten, insbesondere für die Spielbälle, sah sich der Verein nach 1990 nicht mehr in der Lage, die Veranstaltung durchzuführen. Im Anschluss an den Gütersloher Austragungsort wurden von 1991 bis 2008 die Internationalen Deutschen Jugendmeisterschaften von der Bottroper BG ausgerichtet, seit 2009 ist die SG Empor Brandenburger Tor Berlin Ausrichter der Meisterschaften.
An den sechs Meisterschaften in Gütersloh nahmen Sportler aus insgesamt 20 Ländern teil: Belgien, Bulgarien, DDR, BR Deutschland, England, Frankreich, Indonesien, Israel, Japan, Mauritius, Niederlande, Nordirland, Norwegen, Österreich, Polen, Schweden, Schweiz, Tschechoslowakei, UdSSR, Ungarn.

### Broxtowe

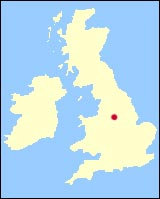
Broxtowe, Großbritannien

Seit 1978 unterhält die Stadt Gütersloh eine Städtepartnerschaft mit der englischen Stadt Broxtowe. Der CfB Gütersloh nahm noch im selben Jahr über das Sportamt der Stadt Gütersloh Kontakt mit dem Broxtower Badmintonverein „Plessey Sports and Social Club“ auf. Es wurde ein regelmäßiger Kontakt vereinbart, der seit 1978 ununterbrochen besteht. Im jährlichen Wechsel treffen sich Gütersloher und Broxtower Badmintonspieler in der jeweiligen Partnerstadt. Die Unterbringung der Spieler/-innen erfolgt bei Gastfamilien, die im anschließenden Jahr in den Familien ihrer Gäste aufgenommen werden. Um die jeweilige Partnerstadt und deren Umfeld besser kennenzulernen, finden neben dem sportlichen Wettkampf auch zahlreiche kulturelle Besuche statt.

### Internationale Spiele
Durch den engen Kontakt der Vereinsführung mit internationalen Verbänden konnte der CfB Gütersloh einige Spiele für seine Mitglieder im Ausland organisieren. So nahmen zwischen 1986 und 1989 Sportler/-innen des CfB Gütersloh dreimal an den Internationalen Meisterschaften in Krakau (Polen) teil. Auch zu einem Badmintonverein der DDR konnte ein Kontakt hergestellt werden. Anfang 1990 sollten einige Spieler des CfB Gütersloh in der DDR zu einem Freundschaftsspiel gegen den DDR-Zweitligisten BSG Union Mühlhausen (Thüringen) antreten. Die politischen Umstände des 9. November 1989 (Grenzöffnung der DDR nach der Wende) ermöglichten es den beiden Vereinen jedoch, ein noch schnelleres Treffen zu organisieren. Bereits vom 1. bis 3. Dezember 1989, dem ersten spielfreien Wochenende, trafen sich Spieler/-innen beider Vereine zu einem Freundschaftsspiel in Gütersloh. Dieses Spiel gehört zu einer der ersten deutsch-deutschen Begegnungen in Ostwestfalen nach der Wende. Anfang April 1990 fand der Gegenbesuch der Gütersloher in Mühlhausen statt.

## Nationale Aktivitäten
Auch auf nationaler Ebene hatte sich der CfB Gütersloh einen guten Ruf erarbeitet. Durch die Ausrichtung von DBV-Ranglistenturnieren holte der Verein die nationale Badminton-Elite nach Gütersloh, darunter z. B. den mehrfachen Deutschen Meister Guido Schänzler. Durch die stetige Abnahme der Mitgliederzahlen konnte der Verein ab 1999 die Durchführung der personalaufwändigen Ranglistenturniere nicht mehr bewältigen und gab keine weiteren Bewerbungen mehr beim Deutschen Badminton-Verband e.V. ab.

## Ligabetrieb
Im Gründungsjahr 1974 nahm der CfB Gütersloh noch nicht am Ligabetrieb teil, führte aber einige Freundschaftsspiele durch. Im ersten Spiel der Vereinsgeschichte trat der CfB Gütersloh gegen den TV Emsdetten an. Das Spiel endete 4:4. Seit 1975 stellt der Verein Mannschaften zum Ligabetrieb des Badminton-Landesverbandes Nordrhein-Westfalen. Das erste Ligaspiel in der Geschichte des Vereins war ein Ortsderby. Mit 8:0 besiegte der CfB Gütersloh den VfB Gütersloh.

### Die Tabellenplatzierungen in den Anfangsjahren
Die Tabellenplatzierungen der 1. Mannschaft des CfB Gütersloh in den Anfangsjahren des Vereins:
| Saison    | Spiel- klasse  | Tabellen- platz |
| --------- | -------------- | --------------- |
| 1975/1976 | B-Klasse       | 3               |
| 1976/1977 | B-Klasse       | 2               |
| 1977/1978 | B-Klasse       | 2               |
| 1978/1979 | A-Klasse       | 6               |
| 1979/1980 | A-Klasse       | 5               |
| 1980/1981 | A-Klasse       | 4               |
| 1981/1982 | A-Klasse       | 1               |
| 1982/1983 | Bezirksklasse  | 3               |
| 1983/1984 | Bezirksklasse  | 3               |
| 1984/1985 | Bezirksklasse  | 1               |
| 1985/1986 | Verbandsklasse | 8               |
| 1986/1987 | Bezirksklasse  | 2               |

Nach der Saison 1986/87 wurden vom Badminton-Landesverband Nordrhein-Westfalen die Spielklassen neu bezeichnet. Der CfB Gütersloh 1 spielte in der Saison 1987/88 in der Landesliga und stieg als Tabellenerster in die Verbandsliga auf.

### Die Tabellenplatzierungen der letzten Jahre
| Saison    | Spiel- klasse | Tabellen- platz |
| --------- | ------------- | --------------- |
| 1998/1999 | Bezirksklasse | 7               |
| 1999/2000 | Bezirksklasse | 1               |
| 2000/2001 | Bezirksliga   | 7               |
| 2001/2002 | Bezirksklasse | 5               |
| 2002/2003 | Bezirksklasse | 5               |
| 2003/2004 | Bezirksklasse | 4               |
| 2004/2005 | Bezirksklasse | 1               |
| 2005/2006 | Bezirksliga   | 8               |
| 2006/2007 | Bezirksklasse | 7               |
| 2007/2008 | Kreisliga     | 2               |
| 2008/2009 | Bezirksklasse | 5               |

Nach der Saison 2008/09 zog der Verein die 1. Mannschaft aus der Bezirksklasse zurück. Aus beruflichen wie auch gesundheitlichen Gründen wollte sich die Mehrheit der Mannschaft nach jahrelangem Zusammenspielen nicht mehr den Strapazen der höheren Spielklasse aussetzen. Mit einem Neustart in der Kreisklasse versucht der Verein nun, seine Nachwuchsspieler wieder an den Ligabetrieb heranzuführen.
| Saison        | Spiel- klasse | Tabellen- platz |
| ------------- | ------------- | --------------- |
| 2009/2010     | Kreisklasse   | 3               |
| 2010/2011     | Kreisklasse   | 3               |
| 2011/2012     | Kreisklasse   | 4               |
| 2012/2013     | Kreisklasse   | 4               |
| 2013/2014     | Kreisklasse   | 4               |
| 2014/2015     | Kreisklasse   | 5               |
| 2015/2016 *   | Kreisklasse   | 7               |
| 2016/2017     | Kreisklasse   | 7               |
| 2017/2018     | Kreisklasse   | 4               |
| 2018/2019     | Kreisklasse   | 8               |
| 2019/2020 **  | Kreisklasse   | 7               |
| 2020/2021 *** | Kreisklasse   | 8               |
| 2021/2022     | Kreisklasse   | 7               |
| 2022/2023     | Kreisklasse   | 7               |
| 2023/2024     | Kreisklasse   | 7               |
| 2024/2025     | Kreisklasse   | 4               |

## Bekannte Teilnehmer der IDJM
Auflistung einiger bekannter Teilnehmer/-innen der vom CfB Gütersloh veranstalteten Internationalen Deutschen Jugendmeisterschaften (1985–1990) und deren spätere Erfolge im Seniorenbereich:
- Albrecht, Silvia (SUI): IDJM (1987), 10-malige schweizerische Meisterin (1990–1998), Olympiateilnehmerin (1992)
- Beißel, Sandra (GER): IDJM (1990), Deutsche Meisterin (1993)
- Béleczki, Csaba (HUN): IDJM (1988), Ungarischer Meister (1990)
- Bruil, Chris (NED): IDJM (1989), 7-maliger niederländischer Meister (1989–2007), WM-Teilnehmer (2001), EM-Teilnehmer (2002), Olympiateilnehmer (2000, 2004)
- Clarisse, Édouard (MRI): IDJM (1990), 3-maliger Afrikameister (1998–2000), Olympiateilnehmer (1992, 1996, 2000)
- Crabo, Astrid (SWE): IDJM (1988), 3-malige schwedische Meisterin (1993–1996), WM-Teilnehmerin (1995), Olympiateilnehmerin (1992)
- Dalm, Quinten van (NED): IDJM (1989, 1990), 11-maliger niederländischer Meister (1993–2002), Olympiateilnehmer (2000)
- Dijk, Jeroen van (NED): IDJM (1989), 6-maliger niederländischer Meister (1992–1998), Olympiateilnehmer (1996)
- Dubrulle, Manuel (FRA): IDJM (1990), 12-maliger französischer Meister (1993–2003)
- Findhammer, Andrea (GER): IDJM (1986, 1987, 1988), Deutsche Meisterin (1993)
- Fuchs, Hannes (AUT): IDJM (1989), 5-maliger österreichischer Meister (1990–1994), Olympiateilnehmer (1992, 1996)
- Gaspar, Daniel (TCH/CZE): IDJM (1990), 2-maliger tschechoslowakischer Meister (1990–1992), 5-maliger tschechischer Meister (1993–1998), WM-Teilnehmer (1993) (Anm.: D. Gaspar trat bei den Intern. Deutschen Jugendmeisterschaften für die ČSSR an, seine Siege im Seniorenbereich erzielte er für die ČSSR sowie nach der Teilung des Landes ab 1993 für Tschechien)
- Grether, Nicole (GER): IDJM (1990), 9-malige deutsche Meisterin (1997–2007), EM-Teilnehmerin (2000, 2004), WM-Teilnehmerin (2006), Olympiateilnehmerin (2000)
- Harsági, Andrea (HUN): IDJM (1988), 7-malige ungarische Meisterin (1988–1995), Olympiateilnehmerin (1992)
- Helber, Michael (GER): IDJM (1986, 1987, 1988, 1989), 5-maliger deutscher Meister (1995–1999), Olympiateilnehmer (1996, 2000)
- Hol, Tove (NOR): IDJM (1988), 4-malige norwegische Meisterin (1991–1994), WM-Teilnehmerin (1991, 1993, 1995)
- Honda, Kazuhiro (JPN):  IDJM (1990), WM-Teilnehmer (1993)
- Hooren, Nicole van (NED): IDJM (1990), 7-malige niederländische Meisterin (1993–2001), EM-Teilnehmerin (2000), Olympiateilnehmerin (2000)
- Ida, Takako (JPN): IDJM (1990), Olympiateilnehmerin (2000)
- Kai, Miwa (JPN): IDJM (1988), 2-malige japanische Meisterin (1993–1994), WM-Teilnehmerin (1995)
- Keck, Michael (GER): IDJM (1987), 9-malige deutscher Meister (1990–1996), EM-Teilnehmer (1996, 1998)
- Koch, Harald (AUT): IDJM (1987), 17-maliger österreichischer Meister (1991–2006)
- Koch, Jürgen (AUT): IDJM (1987, 1989), 29-maliger österreichischer Meister (1990–2010), Olympiateilnehmer (1992)
- Krasowska, Katarzyna (POL): IDJM (1987), 13-malige polnische Meisterin (1991–2000), Olympiateilnehmerin (1992, 1996, 2000)
- Kuhl, Stephan (GER): IDJM (1986), 4-maliger deutscher Meister (1988–1998), EM-Teilnehmer (1992), Olympiateilnehmer (1995)
- Kvedarauskas, Aivaras (URS/LTU): IDJM (1990), 34-maliger litauischer Meister (1990–2003) (Anm.: A. Kvedarauskas trat bei den Intern. Deutschen Jugendmeisterschaften für die UDSSR an, seine Siege im Seniorenbereich erzielte er nach der litauischen Unabhängigkeit 1990 für Litauen)
- Lacinová, Eva (TCH/CZE): IDJM (1990), 5-malige tschechoslowakische Meisterin (1987–1992), 4-malige tschechische Meisterin (1993–1995) (Anm.: Eva Lacinová trat bei den Intern. Deutschen Jugendmeisterschaften für die ČSSR an, ihre Siege im Seniorenbereich erzielte sie für die ČSSR sowie nach der Teilung des Landes ab 1993 für Tschechien)
- Magnusson, Rikard (SWE): IDJM (1988), 2-maliger schwedischer Meister (1997–1999)
- Mellink, Sonja (NED): IDJM (1987), Niederländische Meisterin (1995), EM-Teilnehmerin (1992)
- Michalowsky, Katja (GDR/GER): IDJM (1990), 2-malige deutsche Meisterin (1998–2000) (Anm.: K. Michalowsky trat bei den Intern. Deutschen Jugendmeisterschaften für die DDR an, ihre Siege im Seniorenbereich erzielte sie nach der Wiedervereinigung für Deutschland)
- Mitteldorf, Kai (GER): IDJM (1987), Deutscher Meister (1994)
- Miyamura, Aiko (JPN): IDJM (1988), 2-malige japanische Meisterin (1989–1992), Olympiateilnehmerin (1996)
- Mizui, Hisako (JPN): IDJM (1988), 4-malige japanische Meisterin (1990–1995), Olympiateilnehmerin (1992, 1996)
- Mizui, Yasuko (JPN): IDJM (1990), Japanische Meisterin (1999), Olympiateilnehmerin (1996, 2000)
- Mohr, Christian (GER): IDJM (1990), 2-maliger deutscher Meister (1999)
- Muggeridge, Joanne (ENG/WAL): IDJM (1986), 13-malige walisische Meisterin (2000–2007), englische Meisterin (1991), Olympiateilnehmerin (1992, 1996) (Anm.: J. Muggeridge trat bei den Intern. Deutschen Jugendmeisterschaften für England an, ihre Siege im Seniorenbereich erzielte sie für England und Wales)
- Ossenbrink, Uwe (GER): IDJM (1985, 1986, 1987, 1988), 3-maliger deutscher Meister (1992–1994)
- Pongratz, Oliver (GER): IDJM (1989, 1990), 7-maliger deutscher Meister (1993–1999), Olympiateilnehmer (1996)
- Siegemund, Björn (GER): IDJM (1989), IDJM (1990), 10-maliger deutscher Meister (1996–2004), Olympiateilnehmer (2000, 2004)
- Soerland, Joris van (NED): IDJM (1990), 2-maliger niederländischer Meister (1994–1999), Olympiateilnehmer (1996)
- Souza, Martine de (MRI) : IDJM (1990), 2-malige Meisterin von Mauritius (1991), Olympiateilnehmerin (1992, 1996)
- Stechmann, Karen (GER): IDJM (1988, 1989, 1990), 7-malige deutsche Meisterin (1993–1999), EM-Teilnehmerin (1996)
- Syta, Beata (POL): IDJM (1988, 1989), 2-malige polnische Meisterin (1990), Olympiateilnehmerin (1992)
- Ubben, Kerstin (GER): IDJM (1985, 1986, 1987), 8-malige deutsche Meisterin (1990–1998), EM-Teilnehmerin (1996), Olympiateilnehmerin (1992/1996)
- Vanneste, Pedro (BEL): IDJM (1987), 13-maliger belgischer Meister (1992–1998), Olympiateilnehmer (1992)
- Wapp, Thomas (SUI): IDJM (1988, 1989), 15-maliger Schweizer Meister (1990–2001), Olympiateilnehmer (1996)
- Weilguni, Bettina (AUT): IDJM (1987), 10-malige österreichische Meisterin (1997–2002), WM-Teilnehmerin (2001)